# Bangor Abbey

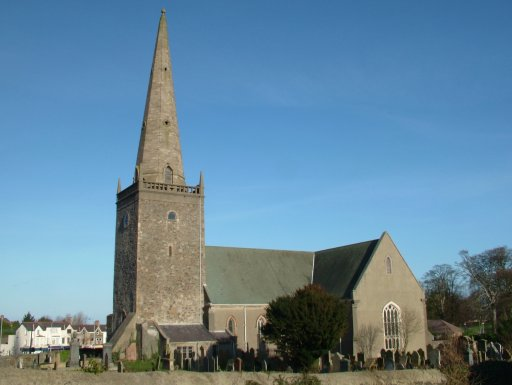
Bangor Abbey mit Kirchfriedhof

Bangor Abbey (irisch Mainistir Bheannchair) war eine Abtei in Bangor im County Down in Nordirland. Der Grundstein wurde 558 vom heiligen Comgall gelegt. Im Mittelalter war Bangor Abbey ein Ausbildungs- und Studienzentrum für Missionare. Bekannt als „Light of the World“, begann von hier aus der Heilige Columban seine bekannte Missionsreise durch Europa. Die Abtei ist in Kategorie A (Grade A) der Statutory List of Buildings of Special Architectural or Historic Interest gelistet und steht unter Denkmalschutz.
Von der ursprünglichen Abtei blieben nach wiederholten Angriffen dänischer Wikinger und nach der Zerstörung im Jahre 824 nur wenige Gebäudeteile übrig.
Der erste Abt war der heilige Comgall, unter dessen Leitung bis zu 3000 Mönche den Weg in das Kloster fanden. Viele Neugründungen nahmen hier ihren Ursprung. Im 7. und 8. Jahrhundert befand sich im Kloster ein Skriptorium, so entstand hier von ca. 680 bis 691 das Antiphonarium Benchorense, von dem eine Kopie im Ortsmuseum zu sehen ist. Das Original befindet sich heute in der Biblioteca Ambrosiana in Mailand.
Die Abtei wurde im 12. Jahrhundert vom heiligen Malachias wiederaufgebaut. Im 14. Jahrhundert wurde der noch heute erhaltene Kirchturm errichtet. Im Jahre 1469 wurde der Bau den Franziskanern zur Nutzung überlassen. Ein Jahrhundert später wurde die Abtei von Augustiner-Chorherren betrieben. Unter König Jakob I. (1566–1625) wurde die Abtei schließlich aufgelöst.
Sir James Hamilton restaurierte das Kirchengebäude 1617, in dem er nach seinem Tod 1644 begraben wurde.
Auf einem Wandgemälde im Kircheninnern ist die Himmelfahrt Jesu mit den Heiligen Comgall, Gallus und Columban zu seinen Füßen dargestellt.